# Камболов Руслан Олександрович
Руслан Олександрович Камболов (рос. Руслан Александрович Камболов, нар. 1 січня 1990, Владикавказ) — російський футболіст, півзахисник клубу «Рубін» і національної збірної Росії.

## Клубна кар'єра
У дорослому футболі дебютував 2007 року виступами за команду клубу «Локомотив» (Москва), в якій провів три сезони, взявши участь у 14 матчах чемпіонату. 
Згодом з 2011 по 2014 рік грав у складі команд клубів «Нижній Новгород», «Волгар» (Астрахань) та «Нафтохімік» (Нижньокамськ).
До складу клубу «Рубін» приєднався 2014 року. Відтоді встиг відіграти за казанську команду 66 матчів в національному чемпіонаті.

## Виступи за збірні
2007 року дебютував у складі юнацької збірної Росії, взяв участь у 2 іграх на юнацькому рівні.
2009 року залучався до складу молодіжної збірної Росії. На молодіжному рівні зіграв в одному офіційному матчі.
З 2015 року викликається до національної збірної Росії. Був включений до її заявки для участі у домашньому розіграші Кубка конфедерацій 2017 року.